# إل. باتريك إنجل
إل. باتريك إنجل (بالإنجليزية: L. Patrick Engel)‏ هو سياسي أمريكي، ولد في 18 مايو 1932 بساوث سيوكس سيتي في الولايات المتحدة. حزبياً، نشط في الحزب الديمقراطي.